# Denis Vieru
Denis Vieru (n. 10 martie 1996, Chișinău, Republica Moldova) este un judocan moldovean.
Sportivul a câștigat medalia de bronz la Campionatul de Juniori din 2015 și medalia de aur la Campionatul European de Tineret din 2016. În 2019 a cucerit medalia de aur la Universiada de la Napoli.
Tot în 2019 el a obținut bronzul la Campionatul Mondial de la Tokio. La ediția din 2022 a ocupat din nou locul 3. La Jocurile Olimpice de la Tokio, care au avut loc în anul 2021, s-a clasat pe locul 9. La Europenele a câștigat medalia de bronz în 2020 și 2022, și a cucerit titlul european la Campionatul de la Montpellier din 2023.
În 2024 el a reprezentat Republica Moldova la Jocurile Olimpice de la Paris. La categoria de 66 kg a cucerit medalia de bronz. Denis Vieru este primul judocan moldovean care a obținut o medalie la o ediție a Jocurilor Olimpice.
Denis Vieru a fost distins cu Ordinul de Onoare în 2022.